# Marcelo Vieira
Marcelo Vieira da Silva Júnior, född 12 maj 1988 i Rio de Janeiro, känd som Marcelo, är en brasiliansk före detta fotbollsspelare. Marcelo spelade i Real Madrid i 15 år, där han totalt vann 25 titlar. Han ses som Roberto Carlos efterträdare och är känd för sin snabbhet, fina teknik, perfekta inlägg och offensiva kvaliteter. Han bär nummer 12 på ryggen. 

## Klubbkarriär
Marcelos övergång från det brasilianska laget Fluminense till Real Madrid blev klar i samband med transferfönstret under januari 2007, även om han skrev på sitt sjuårskontrakt med det spanska laget redan 22 oktober 2006.
Marcelo var viktig för Real Madrid under sin tid i klubben, där han var ordinarie vänsterback i lagets startelva. År 2012 blev han uttagen som vänsterback i årets startelva som varje år utses av Fifa. Marcelo anses idag vara en av världens bästa ytterbackar. Han gjorde dessutom mål i Champions League-finalen 2014 mot Atletico Madrid. 
I september 2022 värvades Marcelo av grekiska Olympiakos. Den 18 februari 2023 kom Marcelo och Olympiakos överens om att bryta kontraktet. Den 24 februari 2023 blev han klar för en återkomst i Fluminense och skrev på ett tvåårskontrakt med klubben.
Den 6 februari 2025 meddelade Marcelo att han avslutade sin fotbollskarriär.

## Landslagskarriär
Marcelo gjorde mål i sin landslagsdebut, i en match mot Wales. Han kom med i det brasilianska OS-laget i fotboll 2008, där han utmärkte sig under gruppspelet. SVT utsåg honom till OS bästa spelare efter gruppspelet.
Han spelade även 6 av 7 matcher i VM 2014 där Brasilien åkte ut i semifinalen.

## Meriter

### Fluminense
- Campeonato Carioca: 2005
- Taça Rio: 2005

### Real Madrid
- La Liga: 2006/2007, 2007/2008, 2011/2012, 2016/2017, 2019/2020, 2021/2022
- UEFA Champions League: 2013/2014, 2015/2016, 2016/2017, 2017/2018, 2021/2022
- Spanska cupen: 2010/2011, 2013/2014
- Spanska supercupen: 2008, 2012, 2017, 2019, 2021
- UEFA Super Cup: 2014, 2016, 2017
- VM för klubblag: 2014, 2016, 2017, 2018

### Brasilien
- FIFA Confederations Cup: 2013

### Individuellt
- UEFA Team of the Year: 2011
- FIFA World XI Team (FIFA:s Världslag): 2012, 2015, 2016, 2018